# 塞姆河
42°21′4″N 19°12′20″E / 42.35111°N 19.20556°E

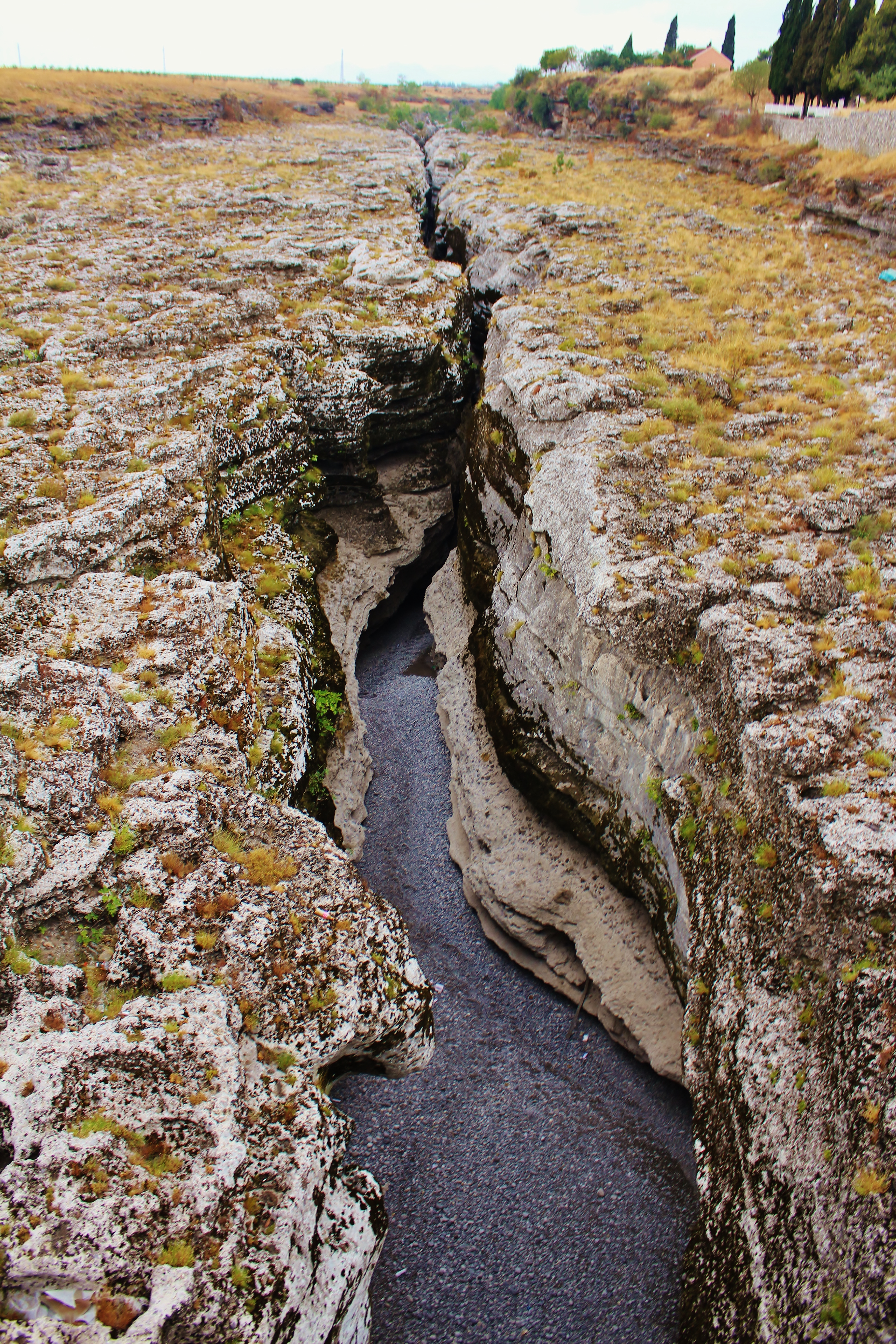

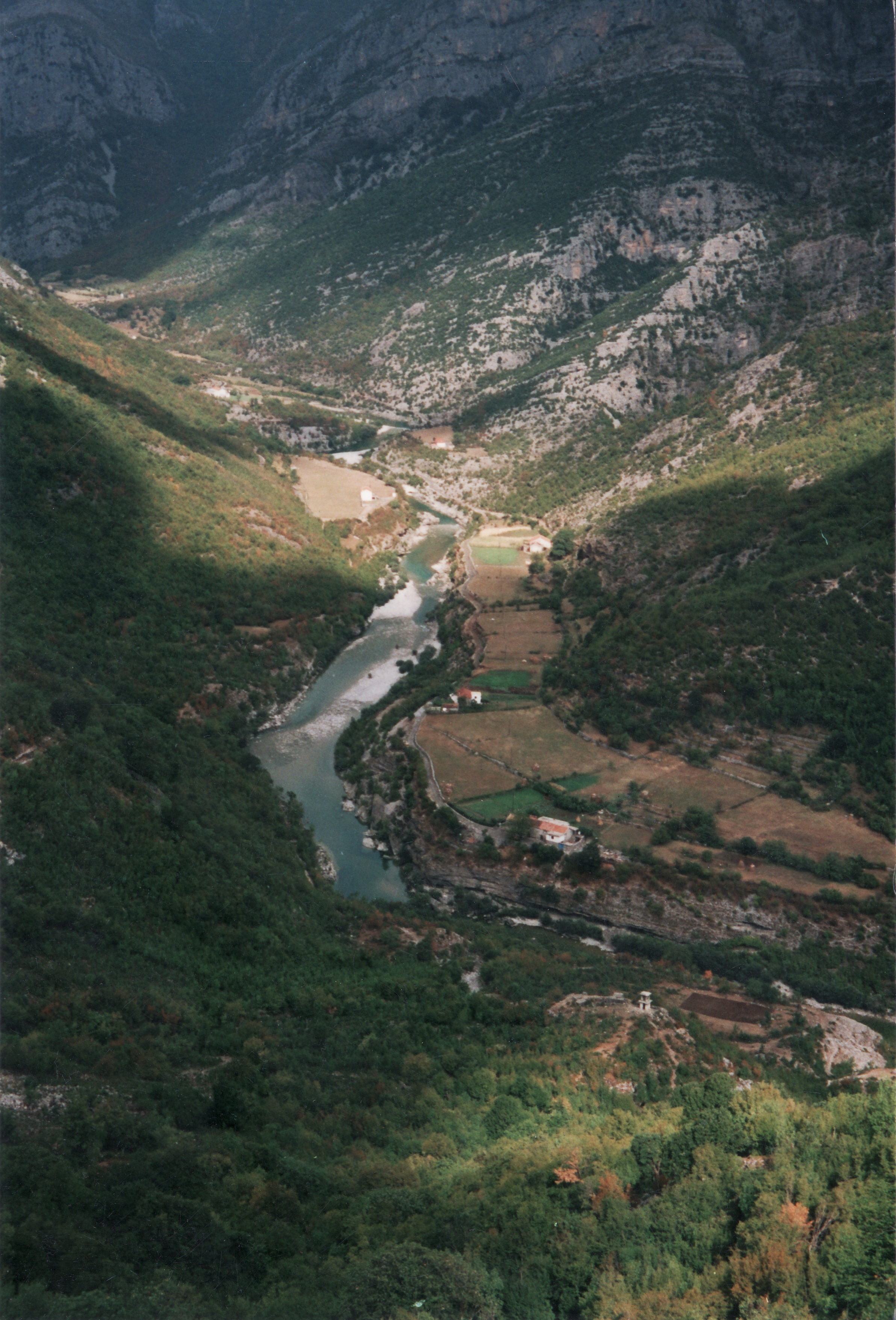

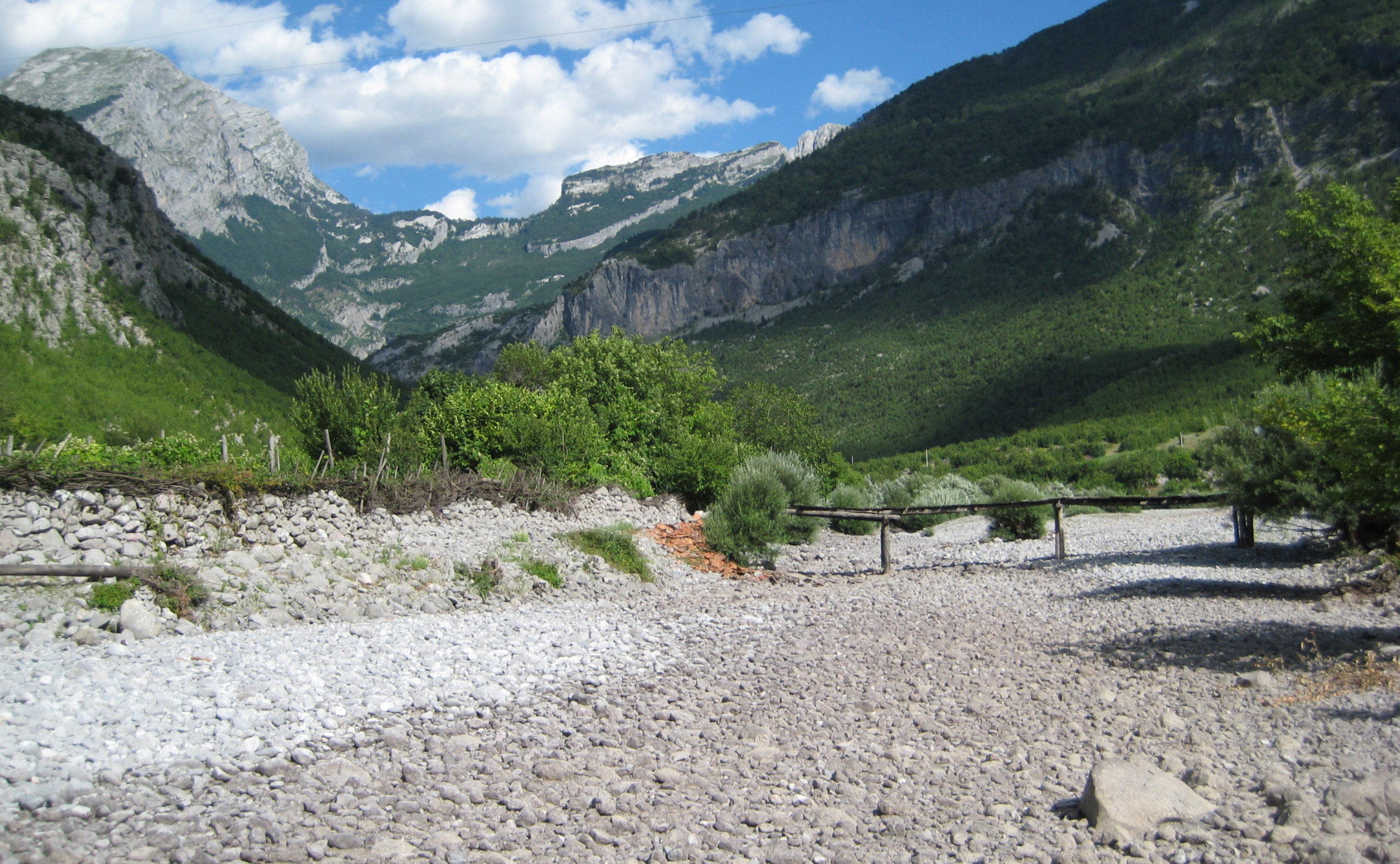

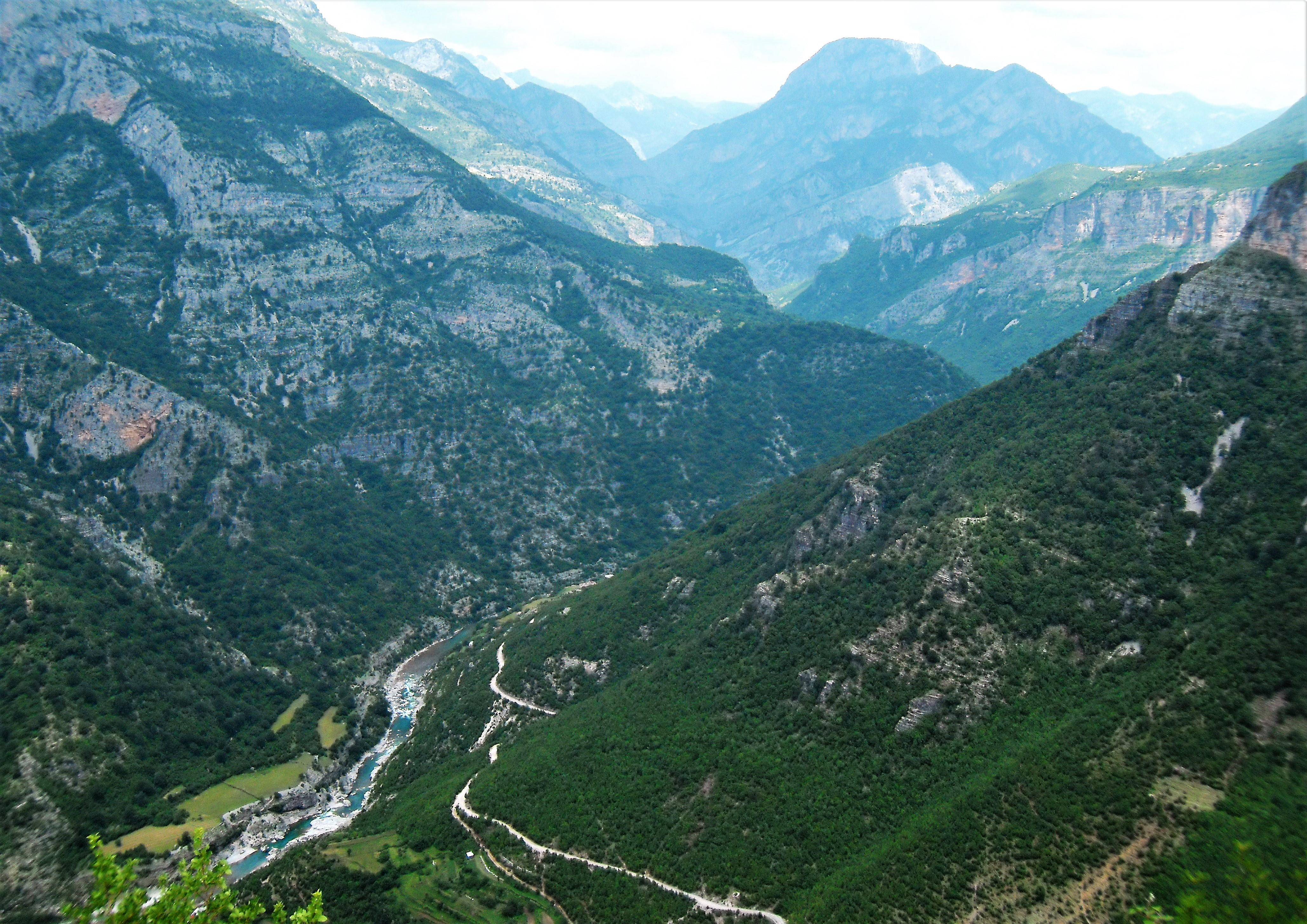

塞姆河，是東南歐的河流，位於阿爾巴尼亞和蒙特內哥羅，流經普羅克勒迪耶地區西北部，屬於莫拉查河的支流，河道全長62公里，流域面積368平方公里，平均流量每秒25立方米。